# مجدي أبو المجد
مجدي أبو المجد (مواليد 15 أكتوبر 1972) هو لاعب كرة يد مصري سابق ومدرب حالي.
مجدي أبو المجد  هو مجدي أبو المجد خليدي ينتمي لمحافظة الفيوم مركز اطسا قرية منية الحيط  يعود الي عائلة خليدي (من أكبر عائلات منية الحيط) ولد بالقاهرة عام 1972م بدأ مشواره كلاعب لنادي الهيئة العربية للتصنيع. حصل مع منتخب مصر على بطولة العالم للشباب عام 1993م وانضم بعدها الي نادي الزمالك عام 1994م ليبدأ مسيرة حافلة بالبطولات والانجازات الجماعية والفردية تولي منصب المدير الأداري لمنتخب مصر ناشئين 1986م ولكنه فضل الاتجاه للعمل الفني تولي تدريب شباب الزمالك مواليد 1988م وحصل معهم على بطولة الدوري ودرب العديد من الفرق ابرزها: الزمالك، المعادي والإنتاج الحربي كما حصل كمدرب مساعد على لمنتخب مصر مواليد 1992م علي ذهبيتي بطولة افريقيا و أولمبياد سنغافورة عام 2010 وعمل مساعدا لأيمن صلاح قبل رحيله وتولي تدريب الزمالك في ديسمبر 2012 خلفا لأيمن صلاح ولكن سرعان ما أستقال في مارس 2013 نظرا لرفض إدارة النادي تدعيم الفريق تولي منصب المدير المساعد لنادي هليوبوليس وحصل معهم علي كأس مصر عام 2015 وفي سبتمبر 2016 تم تكليفة بتكوين منتخب مصر مواليد 2000 وكانت تلك اخر محطته التدريبية قبل تولي مسئولية الزمالك مرة اخري والحصول معهم علي لقب السوبر الأفريقي أمام الاهلي الموسم قبل الماضي قبل أن يحقق إنجاز الفوز ببطولة العالم لكرة اليد للناشئين 2019.

## روابط خارجية
- مجدي أبو المجد على موقع أوليمبيديا (الإنجليزية)